# ART OF LIFE
《Art of Life》是日本樂團X Japan在1993年8月23日發行的專輯。僅收錄一首由Yoshiki作詞作曲，長達29分鐘的同名單曲。這首曲子架構在舒伯特的第八交響曲「未完成」，音樂部分分成幾個速度不同的段落，其中包含了吉他的獨奏以及近9分鐘的鋼琴獨奏；歌詞裡帶有許多的韻文但並未使用交響樂裡常用的合聲。
專輯一上市就在ORICON榜上奪得第一名，並在發行當年賣出513,300張。
這首曲子鮮少有現場的演出，第一次是在1992年7月30日於日本武道館演出，而另外兩次都在東京巨蛋，分別在1993年的12月30日及31日；這些演出分別收錄在專輯Art of life live以及DVD/VHS的Art of Life 1993.12.31 Tokyo Dome中。2008年3月28日，X Japan的復出演唱會中再次將這首曲子以現場的方式重現於歌迷眼前，但在Yoshiki即將要鋼琴獨奏的前一刻，Yoshiki卻因體力不支昏倒後而中斷。之後幾天的演唱會仍然有將這首曲子做完整的演出。其後的世界巡迴演唱會中也多次演出這首曲目。

## 曲目
1. "Art of Life" – 29:00

## 音樂結構與解析

### 0:00 - 2:58
音樂開頭由柔和的吉他帶入，接著鋼琴也隨之跟進。管弦樂在25秒時也加入音樂中，音量漸漸放大直到主唱Toshi開始演唱。 

### 2:59 - 4:10
隨著Yoshiki從鋼琴轉進鼓的拍子，兩個吉他也跟著這個節奏，一個重複相同的旋律，另一個則越來越高亢，但兩者仍然維持著良好的和諧度。3分34秒時第三把吉他加入演奏，將前面相同的節奏更強化並推動樂曲的進行。

### 4:11 - 8:14
主唱和管弦樂再次進到音樂中，隨之而來是旁白的耳語以及最後吉他的獨奏。

### 8:15 - 8:43
隨第二次旁白結束後，突然有一段僅有大鍵琴與大提琴的安靜演奏。

### 8:44 - 12:43
接著有個單調的和弦結束前面的插曲，鼓聲再次將音樂帶入強烈的節奏。下面又是一段不同於前面的吉他獨奏，時間相當長且自然的形成了斷奏。

### 12:44 - 13:38
藉由Toshi的演唱巧妙的將樂團與管弦樂轉進另一個新的段落，這個段落的後面以吉他和小提琴的獨奏作結。

### 13:39 - 15:06
隨前面一段小提琴轉換的情緒接著又在以旁白的方式將樂曲帶入另一個節奏中。
節奏強烈的鼓聲突然出現，音樂再回到與8分44秒相同的節奏，最後樂團與管弦樂隨Toshi的歌聲漸漸消失。

### Piano Solo (15:07 - 24:18)
下面則是9分鐘的鋼琴獨奏。開頭以輕柔、簡單且不斷重複的段落帶入；第二個鋼琴聲加入時，則以狂暴強烈的節奏與第一個琴聲產生衝突。最後兩個琴聲漸漸和諧成一開始簡單的和弦，琴聲漸弱，管弦樂結束原本鋼琴的獨奏。

### Finale (24:19 - 29:00)
吉他下沉的刷絃聲解放了樂器的演奏並將整首曲子帶進最後一段快速的節拍，樂團、管弦樂和清亮的鋼琴聲機激發出最後的高潮。